# الرائد باين (فلم)
الرائد باين (بالإنجليزية: Major Payne) فيلم عسكري كوميدي، جرى إنتاجه في الولايات المتحدة وصدر في سنة 1995. أخرجه نيك كاسل وكتبه دامون واينز الذي مثل دور البطولة فيه أيضا. الفيلم هو إعادة إنتاج لفيلم الحرب الخاصة بالرائد بنسون الذي صدر سنة 1955. صدر الفيلم في الولايات المتحدة بتاريخ 24 مارس 1995.

## روابط خارجية
- مقالات تستعمل روابط فنية بلا صلة مع ويكي بيانات